# ولگردها
ولگردها فیلمی به کارگردانی و نویسندگی محمد متوسلانی محصول سال ۱۳۴۶ است.

## خلاصه داستان
سه جوان (نادر، امیر و منصور) در کارخانه‌ای مشغول به کار هستند. آن‌ها مورد غضب سرپرست کارخانه که در عین حال پسر مالک کارخانه هم هست، قرار می‌گیرند...

## بازیگران
- منصور سپهرنیا
- گرشا رئوفی
- محمد متوسلانی
- نیکو صفایی
- ثریا بهشتی
- مینا
- عدیله اشراق
- عباس مهردادیان
- هوشنگ بهشتی
- حمیده خیرآبادی
- غلامحسین نقشینه
- گیتی فروهر
- محسن آراسته
- جهانگیر غفاری